# Hradlo NAND
Hradlo NAND je integrovaný obvod s technologii TTL v řadě 7400.

## Logika hradla
Y = (A • B)\ nebo Y = A\ + B\ v positivní logice.

## Vstupy/Výstupy

### Vstupy
Vstupy: A1, A2, A3, A4, B1, B2, B3, B4

### Výstupy
Výstupy: Y1, Y2

## Řada 7400
- 7400: 4× dvouvstupové hradlo NAND d
- 7401: 4× dvouvstupové hradlo NAND s výstupem s otevřeným kolektorem d
- 7403: 4× dvouvstupové hradlo NAND s výstupem s otevřeným kolektorem (jiné zapojení vývodů než 7401) d
- 7410: 3× třívstupové hradlo NAND d
- 7412: 3× třívstupové hradlo NAND s výstupem s otevřeným kolektorem d
- 7413: 2× čtyřvstupové hradlo NAND se Schmittovým klopným obvodem d
- 7420: 2× čtyřvstupové hradlo NAND d
- 7422: 2× čtyřvstupové hradlo NAND s výstupem s otevřeným kolektorem d
- 7424: 4× čtyřvstupové hradlo NAND se Schmittovým klopným obvodem
- 7426: 4× čtyřvstupové hradlo NAND s 15V výstupem s otevřeným kolektorem d
- 7430: osmivstupové hradlo NAND d
- 7437: 4× dvouvstupové hradlo NAND, budič d
- 7438: 4× dvouvstupové hradlo NAND, budič s výstupem s otevřeným kolektorem d
- 7439: 4× dvouvstupové hradlo NAND, budič
- 7440: 2× čtyřvstupové hradlo NAND, budič d
- 74132: 4× dvouvstupové hradlo NAND, Schmittův klopný obvod d
- 74133: 13vstupové hradlo NAND d
- 74134: 12vstupové hradlo NAND s 3-stavovým výstupem
- 74140: 2× čtyřvstupové hradlo NAND, budič linky
- 74804: 6× dvouvstupové výkonové hradlo NAND